# Les Monceaux
Les Monceaux är en kommun i departementet Calvados i regionen Normandie i norra Frankrike. Kommunen ligger i kantonen Lisieux 3e Canton som ligger i arrondissementet Lisieux. År 2022 hade Les Monceaux 211 invånare.

## Befolkningsutveckling
Antalet invånare i kommunen Les Monceaux
Referens:INSEE